# 피오나 피츠패트릭
피오나 피츠패트릭(Fiona FitzPatrick, 1986년 1월 14일 ~ )은 스웨덴의 DJ, 음악 프로듀서이다.